# BAP Teniente Palacios
Pour les articles homonymes, voir BAP Palacios.
Le BAP Teniente Palacios (S C 2) est l’un des deux sous-marins commandés au chantier naval français Schneider et Cie par la marine péruvienne. Il a été nommé Palacios, en souvenir de l’officier de marine péruvien Enrique Palacios de Mendiburu, qui a combattu pendant la guerre du Pacifique et qui est mort de ses blessures dans la bataille d'Angamos, étant l’un des derniers commandants péruviens du monitor Huáscar.

## Contexte historique
Après la guerre du Pacifique, la marine péruvienne avait quasiment disparu, la plupart de ses unités ayant été perdues pendant le conflit. Une paire de navires de transport a été acquise : le Vilcanota (1884) et le Péru (1885). En 1888, le croiseur Lima, acquis pendant le conflit avec le Chili, mais retenu par la Grande-Bretagne, arriva au Pérou. Au cours des années suivantes, les transports Iquitos, Chalaco, Santa Rosa et Constitución ont été incorporés à la flotte.
En 1907, les croiseurs Almirante Grau et Coronel Bolognesi sont arrivés à Callao. Trois ans plus tôt, une mission navale française, dirigée par le capitaine de frégate Paul de Marguerye, avait été envoyée pour restructurer l’organisation et le fonctionnement de l’école navale.
À la même époque, le Pérou était confronté à un climat de tension diplomatique sur des questions de frontières avec tous ses voisins. Ce climat a permis, avec l’aide de la mission française, l’achat de deux submersibles pour la marine péruvienne.

## Engagements

### Construction et arrivée au Pérou
Après la signature du contrat, la construction des submersibles a commencé entre avril et mai 1910. À la fin, l’entreprise française s’est vue confrontée à la difficulté de transporter ces deux petites unités depuis la France jusqu’au port de Callao. Pour cela, Maxime Laubeuf (le même ingénieur qui avait conçu les submersibles), a construit le Kanguroo, une véritable cale sèche qui naviguait et qui pouvait transporter sur de grandes distances, à sec, à l’intérieur, un sous-marin jusqu’à 60 mètres de longueur.
Le Kanguroo a ainsi emmené au Pérou en 1911 le Teniente Ferré, l’autre sous-marin péruvien. En août 1913, le Kanguroo a de nouveau quitté Toulon, cette fois avec le Teniente Palacios, avec les mêmes ordres que pour le transport du BAP Teniente Ferré. Il devait faire escale à Rio de Janeiro, Montevideo et Buenos Aires, et de là faire le voyage direct jusqu’à Callao, ce qu’il a accompli. Le vapeur arrive à Callao le 18 octobre 1913, apportant à l’intérieur le deuxième sous-marin de la marine péruvienne, le Teniente Palacios. Celui-ci fit sa première plongée dans les eaux péruviennes le 5 novembre 1913, un an jour pour jour après que le Ferré ait effectué la même opération l’année précédente.

### Élimination
En raison du déclenchement de la Première Guerre mondiale, la marine péruvienne n’a pas pu acquérir les pièces de rechange vitales dont ce navire d’origine française avait besoin. Cependant, il a continué à servir jusqu’en 1919. En 1920, il a été décidé de suspendre les exercices de plongée. Son désarmement définitif a été décidé le 28 septembre 1921, de même que pour le Ferré.